# Lake St. Louis
Lake St. Louis è una città degli Stati Uniti d'America, nello stato del Missouri, nella Parrocchia di Saint Charles. Nel 2010 contava 14.545 abitanti, mentre nel 2014 la popolazione è stata stimata in 15.014 abitanti.
La città prende il nome dal vasto lago che si trova al suo interno.